# Ведиге Виганд фон дер Шуленбург
Ведиге Виганд фон дер Шуленбург (на немски: Wedige Wigand Graf von der Schulenburg; * 1578; † 1652) е граф от род „фон дер Шуленбург“.

## Произход
Той е третият син (от 11 деца) на граф Ведиге I фон дер Шуленбург († 1584) и съпругата му Маргарета фон Бодендорф (1543 – 1605). Потомък е на рицар Фриц I фон дер Шуленбург († сл. 1415).

## Фамилия
Първи брак: с Маргарета фон Хале († 1612). Те имат две дъщери:
- Маргарета (1610 – 1670), омъжена I. за Георг XIII фон дер Шуленбург (1600 – 1641), II. 1632 г. за Даниел фон Линдщет
- Агнес (* 1611)

Втори брак: през 1617 г. с Доротея фон дер Шуленбург (1599 – 1648), внучка на Албрехт IV фон дер Шуленбург (1535 – 1583) и дъщеря на Липолд I фон дер Шуленбург (1568 – 1636) и Маргарета фон Бредов († 1642). Те имат 9 деца:
- Берта Сабина (1619 – 1651), омъжена за Адриан Бернд фон Фьордер
- Доротея Елизабет (1620 – 1678), омъжена за Йоахим Кристоф фон Людеритц
- Липолд II (1624 – 1679), женен за Маргарета Елизабет Ганз Едле цу Путлитц (1628 – 1686)
- Илза Мария († 1629)
- Луция Хелена (1631 – 1684)
- София Хедвиг (1633 – 1692)
- Ведига († 1657)
- Албрехт (* 1637)
- Анна Марта († 1680)